# Clive Wright
Clive Wright (Clive George Wright Jr.; * 18. November 1965 in Dover, Saint Mary Parish) ist ein ehemaliger jamaikanischer Sprinter, der seine größten Erfolge im 200-Meter-Lauf hatte.
1987 in Caracas wurde er in Caracas Zentralamerika- und Karibikmeister über 200 m. Bei den Leichtathletik-Weltmeisterschaften 1987 in Rom gewann er in der 4-mal-100-Meter-Staffel gemeinsam mit John Mair, Andrew Smith und Raymond Stewart die Bronzemedaille hinter den Mannschaften aus den Vereinigten Staaten und der Sowjetunion. Über 200 m schied er dagegen in der Halbfinalrunde aus, obwohl er seine persönliche Bestleistung von 20,50 Sekunden einstellte.
Bei den Olympischen Spielen 1988 in Seoul belegte Wright in der Staffel den vierten Rang und schied über 200 m in der Viertelfinalrunde aus. Bei den Commonwealth Games 1990 in Auckland gewann er Bronzemedaillen sowohl in der 4-mal-100-Meter-Staffel wie auch in der 4-mal-400-Meter-Staffel. 1991 gewann bei den Zentralamerika- und Karibik-Meisterschaften in Xalapa Silber über 200 m. Über diese Distanz erreichte er bei Olympischen Spielen 1992 in Barcelona die Halbfinalrunde.
Clive Wright ist 1,75 m groß und wog zu Wettkampfzeiten 73 kg. Er wurde insgesamt viermal Jamaikanischer Meister über 200 m (1987, 1988, 1989 und 1992).

## Bestzeiten
- 100 m: 10,26 s, 16. April 1988, Kingston
- 200 m: 20,50 s, 26. Juni 1987, Kingston